# 蘇比克灣國際機場
蘇碧國際機場（IATA代碼：SFS，ICAO代碼：RPLB），是一座位於菲律賓呂宋島上蘇碧灣的國際機場。主要服務於菲律賓國內線以及東南亞地區的區域性國際航班。

## 航空公司與目的地
| 航空公司 | 目的地 |
| -------- | ------ |
| 胡安航空 | 馬尼拉 |